# 公正取引
公正取引（こうせいとりひき、英: fair trade、仏: commerce équitable、西: comercio justo、フェアトレード、公平貿易）とは、発展途上国の原料や製品を適正な価格で継続的に購入することを通じ、立場の弱い途上国の生産者や労働者の生活改善と自立を目指す運動である。オルタナティブ・トレード（alternative trade）とも言う。連帯経済の一翼を担う活動でもある。「公正取引」という表現は政府との関係がある組織（例：公正取引委員会）にも使われているので、誤解対策のために「適正な報酬での取引」という交代表現も使われている。

## 概要

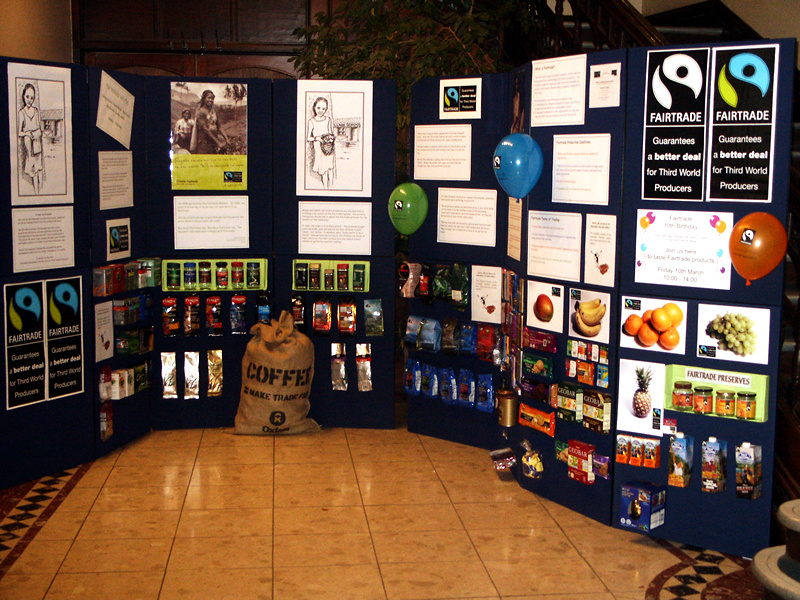
ダービーシャー本部（イングランド）のフェアトレード・ディスプレイ。

国際的な貧困対策、環境保護を目的としアジア、アフリカ、中南米などの発展途上国から先進国への輸出において、こうした取引形態が採用される場合がある。主な品目としてコーヒー、バナナ、カカオのような食品、手工芸品、衣服がある。

需要や市場価格の変動によって生産者が不当に安い価格で買い叩かれ、あるいは恒常的な低賃金労働者が発生することを防ぎまた児童労働や貧困による乱開発という形での環境破壊を防ぐことを目的としている。最終的には生産者・労働者の権利や知識、技術の向上による自立を目指す。

## 考え方
貿易における先進国と途上国の公平さを図り立場の弱い途上国の生産者・労働者により良い取引状況を提供し、彼らの権利を強化することで持続可能な開発が実現できるように貢献する。また、従来の国際貿易の規則と実態を変化させるために働きかける。

## 歴史

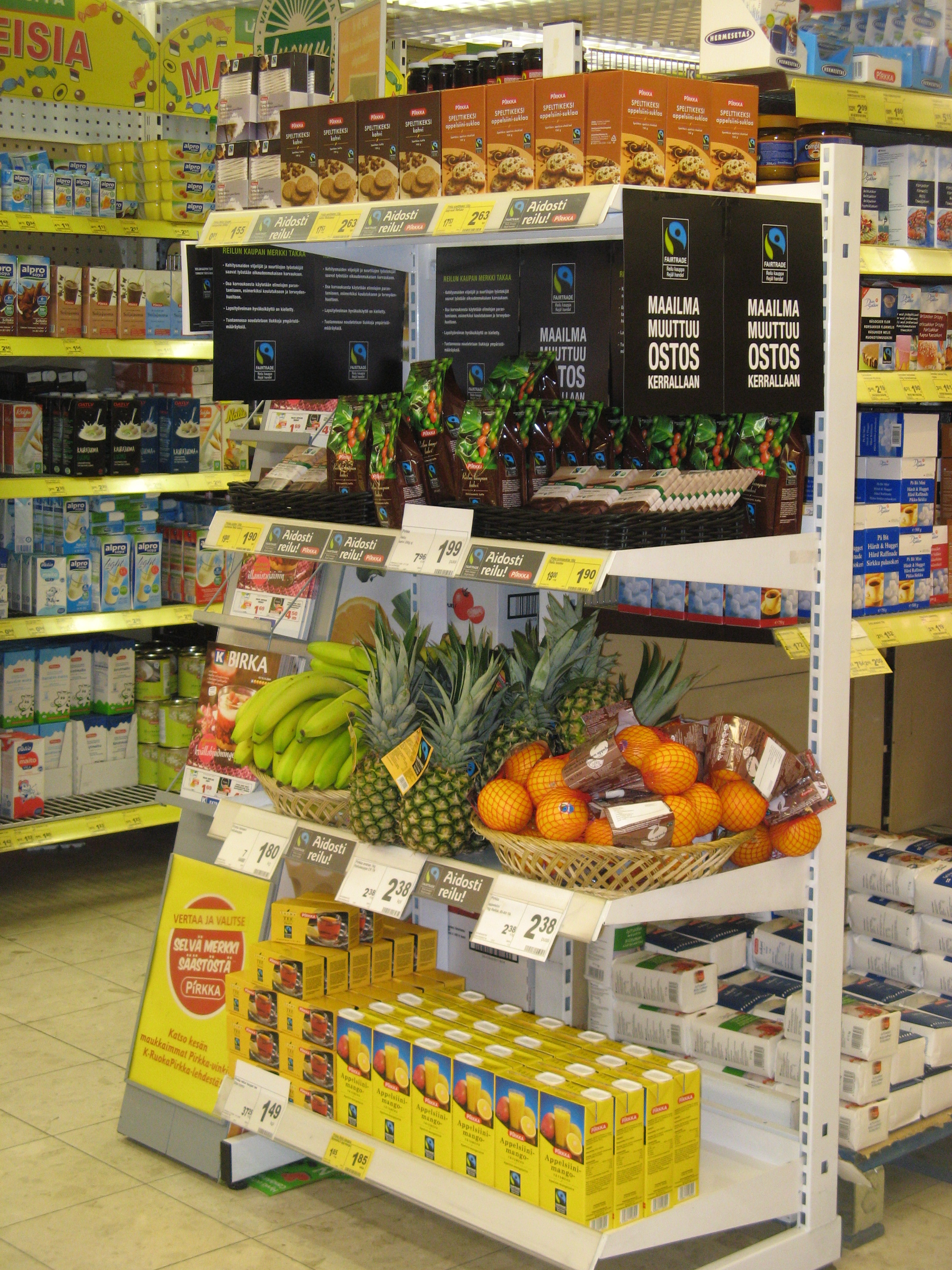
トゥルク（フィンランド）のフードショップ。

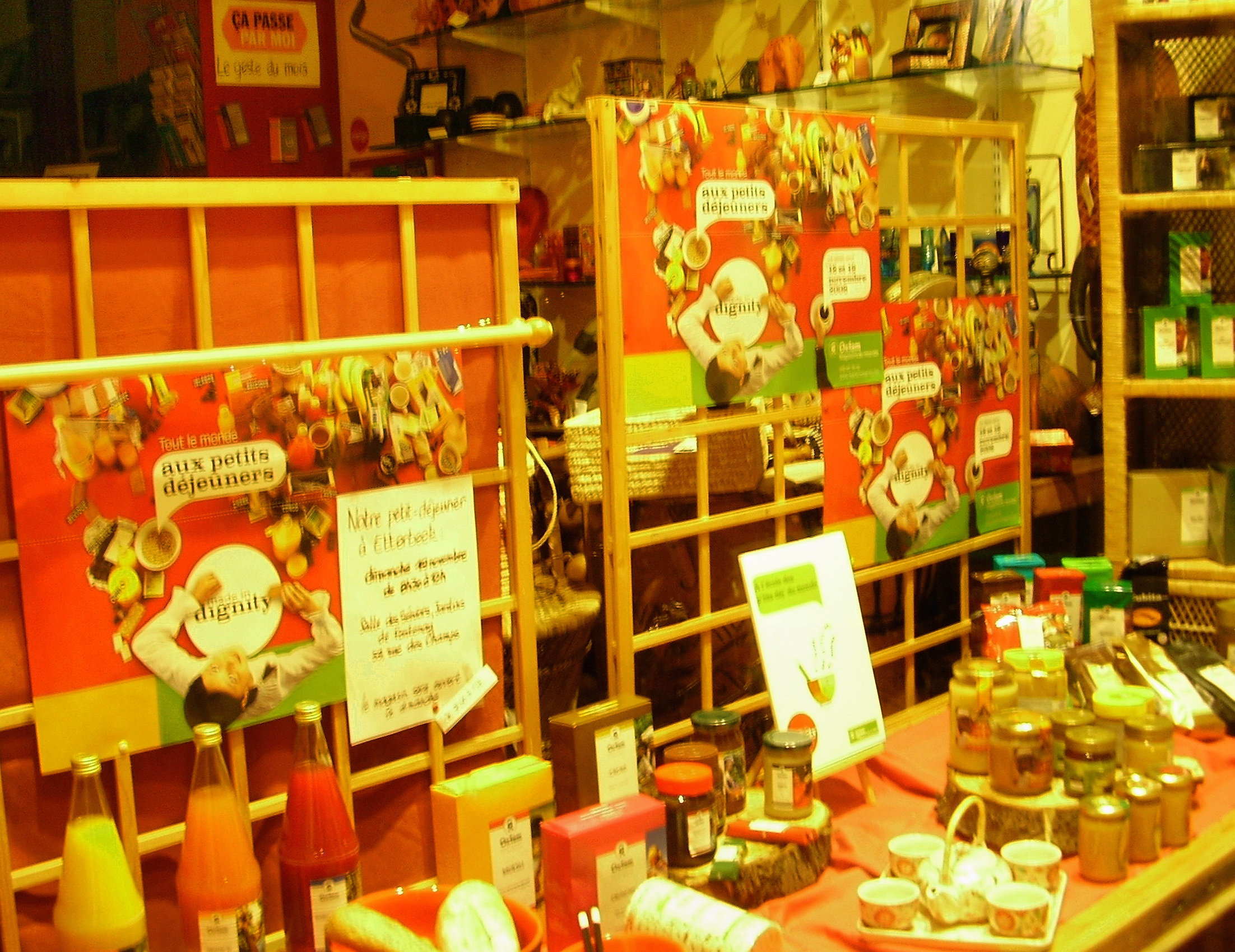
ブリュッセルのオックスファム。

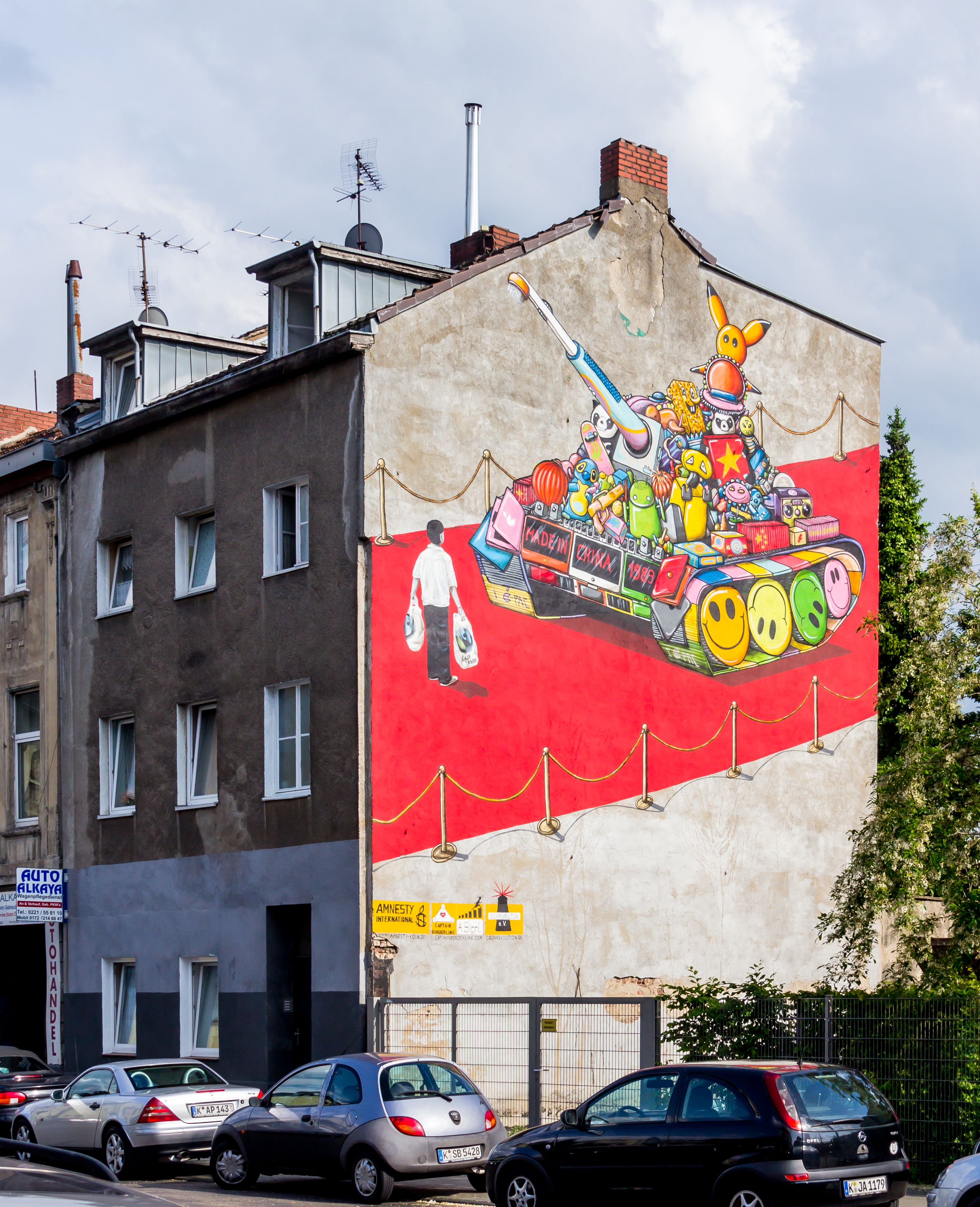
フェアトレードを訴える、無名の反逆者のパロディ

19世紀のオランダ東インド会社の官僚だったエドゥアルト・ダウエス・デッケルは、帰国後ムルタトゥーリのペンネームでジャワ島のコーヒープランテーションでの無慈悲な搾取の実態を基にした小説『マックス・ハーフェラール』を書き、社会にセンセーションを与えた。搾取に対する償いをするべきという民意の高まりから、19世紀末にオランダ政府は「倫理政策」を策定し、植民地の人々のための公共事業や社会インフラ整備などの投資を行うようになった。しかし、第二次世界大戦によって植民地経営・経済が麻痺状態となり、植民地への関心は薄れてしまった。
第二次世界大戦後、ブレトンウッズの会議でGATTの創設が決まった。デッケルの思想的後継者たちはGATTを「穏やかな銀行家の仮面をつけた、旧態依然とした残忍な植民地制度」として糾弾し「フェアトレード（公正貿易）活動家」と呼ばれた。
現在のフェアトレード運動の原型は、エドナ・ルース・バイラーというアメリカ人女性が始めた貧困地域の手工芸品を持ち帰ってアメリカで売り、利益を還元した非営利事業が基になっている。この事業はテンサウザンド・ビレッジズと呼ばれる国際小売チェーンに発展した。
第二次世界大戦後の東欧の経済復興のため手工業品の輸入を行ったのがフェアトレードの考えの始まりと言われる。1960年代に経済的、社会的に立場の弱い生産者に対して通常の国際市場価格よりも高めに設定した価格で継続的に農産物や手工芸品などを取引し、発展途上国の自立を促すという運動としてヨーロッパから始まった。イギリスのトレードクラフトやドイツのゲパのような団体が生まれた。
その後、フェアトレードの考えに共感した流通ビジネスを巻き込みより一般市場向けの製品の販売を始めた。また、フェアトレード認証マークも生まれた。
フェアトレード・ラベルの第一号はメキシコのコーヒー生産者団体とオランダのマーケティング・コンサルタント会社が設立したマックス・ハーフェラール財団のトレードマークだった。
現在、イギリスやカナダを中心とした欧米ではフェアトレード認証製品の販売や利用を促進している街を認定する「フェアトレード・タウン」制度が広がっているほか、スターバックスに代表されるような一般の企業も参入している。
日本のフェアトレードは、1986年に株式会社プレス・オルターナティブの「第3世界ショップ」に始まる。1989年にオルター・トレード・ジャパン（ATJ）が設立され、主として生協内でフェアトレードを広げた。1990年代にはいくつもの団体が生まれ、日本各地でフェアトレードショップができた。2000年代に入り2002年にスターバックスコーヒーの販売を始めたことを筆頭に、2003年にイオンがフェアトレード・コーヒーの販売を始めるなど特にコーヒー製品で大手企業が参入している。

## 問題点
- 他の類似商品と比べて価格が高い。大量生産が難しく、支援団体も資金力が乏しいところが多いためコストがかかる[2][3]。
- 価値観や品質についても生産者と消費者の間で齟齬がある。工場生産品と違い基本的に手作りであるため、品質が安定しない。特に日本向けの商品は市場で受け入れられるだけのレベルに達していないこともある（日本人消費者の特徴として、商品の品質そのものには関係ない、あるいは問題ないレベルの傷や外装の凹みでも不良品と見なし即クレームを入れるため）。デザインについても、消費者の好みに合ったものが作られないこともある[2][3]。

- フェアトレードを導入した企業の全て商品がフェアトレード商品なわけではない。例えば、2007年時点でのスターバックス・コーヒーが購入したコーヒーのうち、フェアトレード認証を受けたコーヒーは全体の3パーセントだった[1]。この現象は、フェアトレード認証を受けるべき対象が零細農家であるため、企業の膨大な需要を満たすことはできないことが一因となっている。近年、フェアトレード認証の対象規模が緩和される傾向があるが、運動の理念にとって正しいかどうか悩ましい問題である[1]。

## 関連文献
- Komai, Yuka 『フェアトレードは「社会貢献」？そのイメージはどこから来る？』 Global News View (2017年１１月)
- マイケル・バラット ブラウン、青山薫、市橋秀夫 『フェア・トレード ― 公正なる貿易を求めて』（新評論、1998/04） ISBN 4-7948-0400-8
- オックスファムインターナショナル、渡辺龍也訳 『貧富・公正貿易・NGO ― WTO に挑む国際 NGO オックスファムの戦略』（新評論、2006/03） ISBN 4-7948-0685-X
- オックスファムインターナショナル、村田武・日本フェアトレード委員会訳 『コーヒー危機 ― 作られる貧困』（筑波書房、2003/11） ISBN 4-8119-0238-6
- 村田武 『コーヒーとフェアトレード（筑波書房ブックレット ― 暮らしのなかの食と農)』 （筑波書房、2005/01） ISBN 4-8119-0275-0
- デイヴィッド ランサム、市橋秀夫 『フェア・トレードとは何か』（青土社、2004/11） ISBN 4-7917-6151-0
- マイルズ・リトヴィーノフ、ジョン・メイドリー（著）、市橋秀夫（翻訳） 『フェアトレードで買う50の理由』（青土社, 2007/11） ISBN 4-7917-6379-3
- ニコ・ローツェン、フランツ・ヴァン・デル・ホフ（著）、永田千奈（翻訳） 『フェアトレードの冒険 草の根グローバリズムが世界を変える』（日経BP社、2007/11） ISBN 4-8222-4624-8
- ジョセフ・スティグリッツ、アンドリュー・チャールトン（著）、高遠裕子（翻訳） 『フェアトレード ― 格差を生まない経済システム』（日本経済新聞出版社、2007/03） ISBN 4-532-35251-7
- FLO編、フェアトレード・リソースセンター（翻訳） 『これでわかるフェアトレードハンドブック ― 世界を幸せにするしくみ』（合同出版、2008/06） ISBN 4-7726-0421-9
- 長尾弥生 『フェアトレードの時代』（コープ出版、2008/4） ISBN 4-87332-267-7
- 清水正『世界に広がるフェアトレード ― このチョコレートが安心な理由 ―（創成社新書（26））』（創成社、2008/6） ISBN 4-7944-5026-5
- 長坂寿久（編） 『日本のフェアトレード ― 世界を変える希望の貿易』（明石書店、2008/05） ISBN 4-7503-2793-X
- ジャン=ピエール・ボリス、林昌宏（訳） 『コーヒー、カカオ、コメ、綿花、コショウの暗黒物語』（作品社、2005/11）

### 国際的なフェアトレード組織
- EFTA: European Fair Trade Association
- FLO：Fairtrade Labelling Organizations International

### 日本国内の主なフェアトレード組織
- フェアトレード・ラベル・ジャパン
- ジャパンフェアトレードセンター

### その他
- 『フェアトレード』 - コトバンク